# Live from Brixton Academy
Live from Brixton Academy — концертний альбом британського гурту Kasabian, записаний під час концерту на головному концертному майданчику Лондона — Brixton Academy. Цей запис не був виданий на механічному носії, він доступний лише як комерційні завантаження з певних ресурсів.

## Список композицій
- «I.D.» — 6:01
- «Cutt Off» — 5:12
- «Reason Is Treason» — 5:07
- «Running Battle» — 5:05
- «Processed Beats» — 3:49
- «55» — 4:21
- «Test Transmission» — 4:40
- «Butcher Blues» — 5:10
- «The Nightworkers» — 4:44
- «Pan Am Slit Scan» — 5:02
- «L.S.F. (Lost Souls Forever)» — 6:08
- «U Boat» — 2:58
- «Ovary Stripe» — 5:29
- «Club Foot» — 4:30